# Aspila ononidis
Aspila ononidis là một loài bướm đêm trong họ Noctuidae.